# EMT Fancopter
Der Fancopter ist ein luftgestütztes Aufklärungssystem der Firma EMT, das insbesondere für den Einsatz im urbanen Umfeld und innerhalb von Gebäuden entwickelt wurde. Es besteht aus einem unbemannten Fluggerät als Nutzlastträger und einer Bodenstation. Durch austauschbare Aufklärungssensoren verfügt das System über die Fähigkeit zur Echtzeit-Videoübertragung für eine Aufklärung im Flug oder für eine stationäre Beobachtung nach Landung. Für die Bedienung ist eine Person erforderlich.

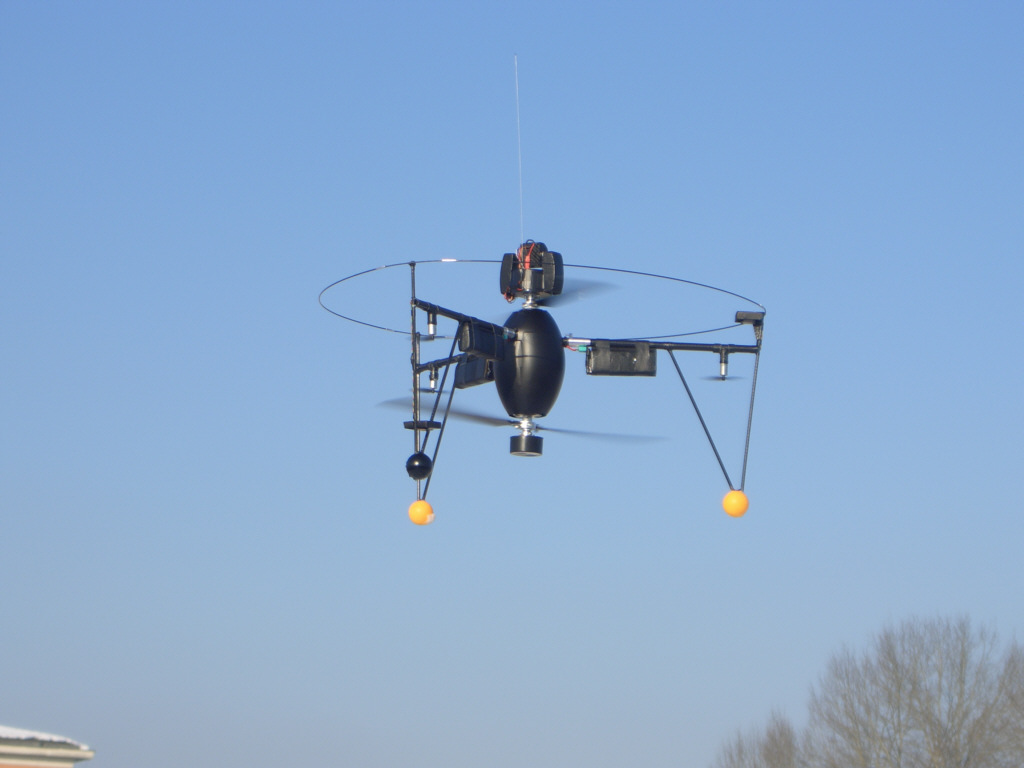
Fancopter im Flug

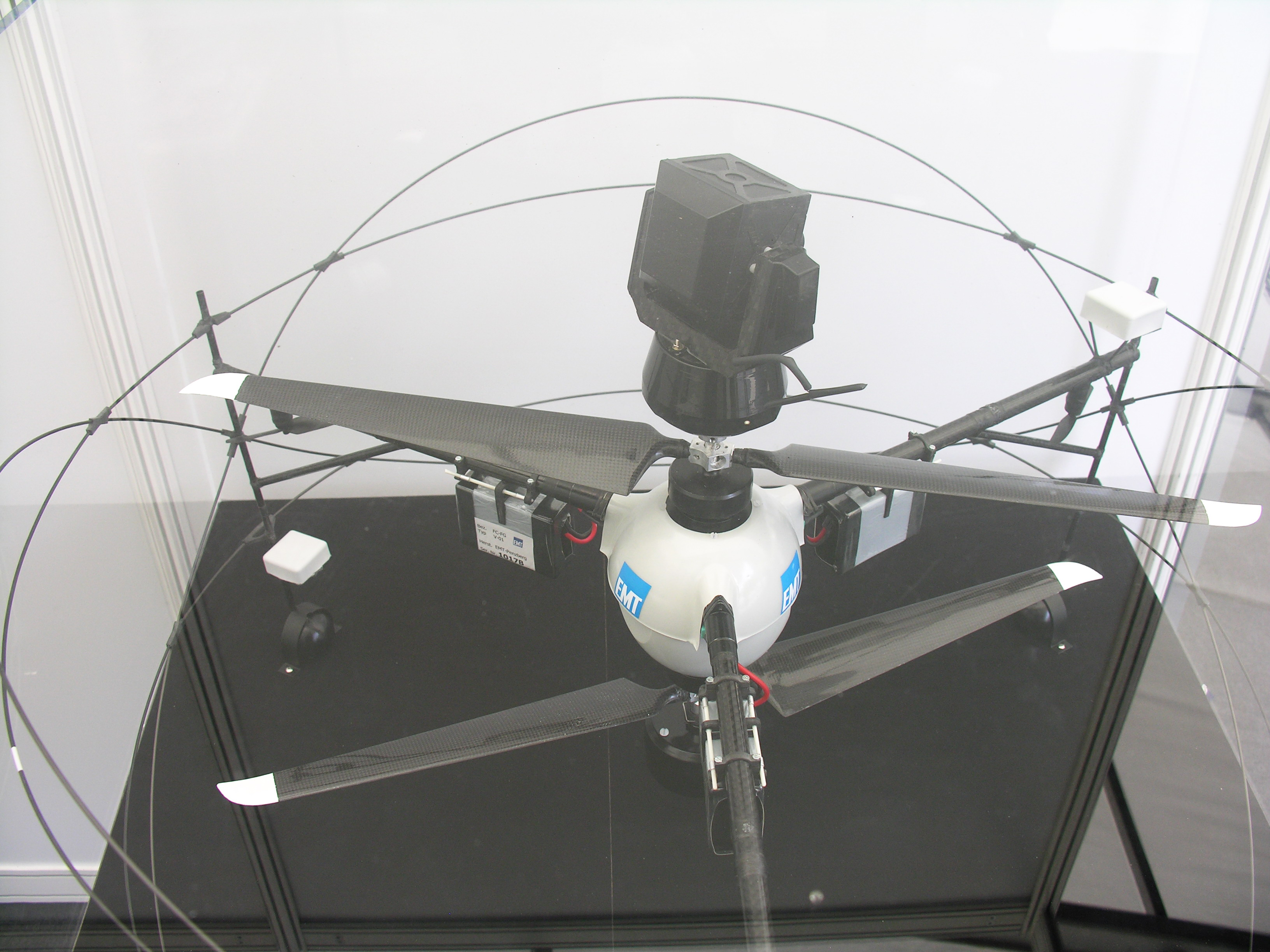
UAV EMT Fancopter

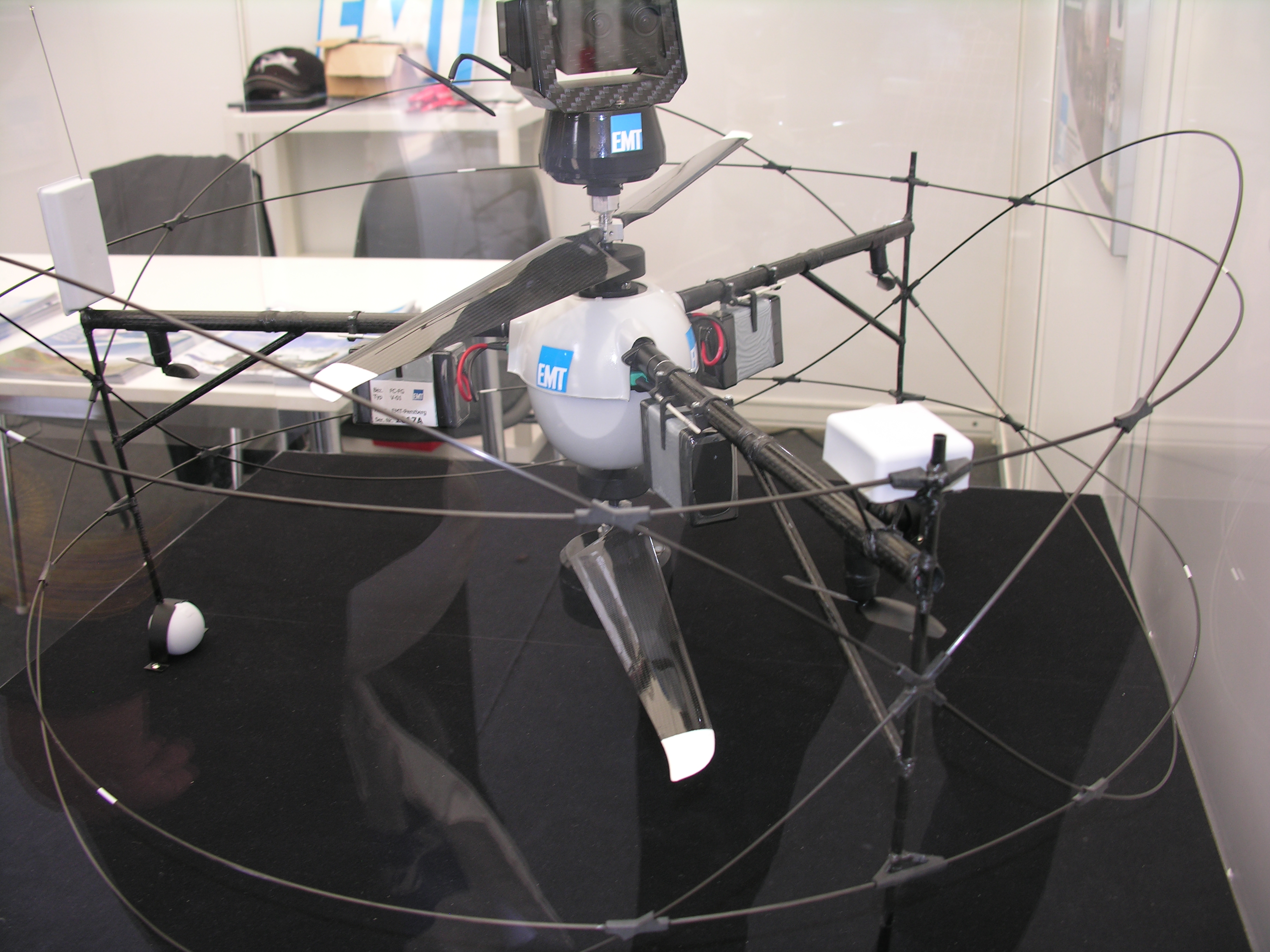
EMT Fancopter on TechDemo'08

## Flugsteuerung
Die Flugsteuerung des Fancopter erfolgt entweder autonom durch die Programmierung von Wegpunkten oder durch einen Piloten über ein Bediengerät mit Videomonitor. Unterstützt wird er dabei durch einen Autopiloten, der nach Eingabe der Steuerkommandos unter Rückgriff auf diverse Sensordaten die Lagestabilisierung und den Ausgleich von Drift- und Windeinflüssen übernimmt. Das Fluggerät startet und landet automatisch. Die Anbindung an den Bediener wird über Funk oder über Lichtwellenleiter hergestellt.

## Nutzlasten
Durch eine modulare Nutzlastenaufnahme kann der Fancopter bei allen Lichtverhältnissen eingesetzt werden. Als Sensoren können eingesetzt werden:
- Tageslichtkamera: schwenkbare Miniatur-Farbvideokameras mit Weitwinkel- und Teleobjektiv
- hochauflösende Fotokamera zur Luftbildauswertung nach dem Flug
- Dämmerungskamera: Kamera im nahen Infrarot (IR)-Bereich mit zuschaltbarer IR-Beleuchtung
- hochauflösende Infrarot-Videokamera zum Einsatz bei Dunkelheit.

Die Videodaten werden für eine spätere Analyse und Weitergabe gespeichert. Das Videobild wird in Echtzeit zur Flugsteuerung und zur Echtzeitaufklärung auf dem Bediengerät des Piloten angezeigt und kann entweder auf einem weiteren Monitor oder einer Videobrille dargestellt werden.
Weitere optionale Nutzlasten sind Sensoren für chemische Stoffe und Radioaktivität sowie Mikrofone.

## Nutzer
Das Heer der Bundeswehr hat in den Jahren 2006 und 2007 zwei Vorserienmodelle erhalten. Bestellt wurden 19 weitere Drohnen.
Des Weiteren wurde 2006 für die Bundespolizei ein Exemplar des Fancopters beschafft.

## Technische Daten
Als technische Daten werden vom Hersteller angegeben:
| Kenngröße                                  | Daten        |
| ------------------------------------------ | ------------ |
| Einsatzradius                              | ca. 1000 m   |
| Flugdauer                                  | ca. 25 min   |
| Beobachtungsdauer (im stationären Betrieb) | ca. 3 h      |
| Antrieb                                    | Elektromotor |
| Durchmesser                                | 73 cm        |
| Höhe                                       | 44 cm        |
| Gewicht                                    | 1,5 kg       |